# 煙と蜜
『煙と蜜』（けむりとみつ）は、長蔵ヒロコによる日本の漫画作品。『ハルタ』（KADOKAWA）にてVol.59（2018年11月15日発売）より連載中。

## あらすじ
大正5年（1916年）の名古屋を舞台に12歳の少女・花塚姫子と30歳の軍人・土屋文治という18歳も歳の離れた許嫁の2人が織りなす恋物語。

## 登場人物
花塚 姫子（はなづか ひめこ）
本作の主人公。文治の許嫁。良家のご令嬢で尋常小学校に通う12歳の少女。母親の療養のため東京から名古屋へと越してきた。天真爛漫な性格で女中らにも分け隔てなく接する。普段は華やかな着物にレースのエプロンを着けている。「『早く大人になりたい、文治さんに追いつきたい』といういじらしさも可愛い姫子は、理想の少女像だ」と作者は語っている。
土屋 文治（つちや ぶんじ）
本作のもう一人の主人公。姫子の許嫁。帝国陸軍名古屋第三師団歩兵第六連隊大隊700人を率いる少佐。祖父と父に日清・日露戦争の論功行賞として爵位が与えられたので、男爵の爵位を有する。かなりの高身長で目の下に濃い隈がある。敷島の愛煙家。味噌汁が好物。人相が悪いのを自覚しており、姫子に怖がられないように髪を伸ばしている。軍から支給された黒天号（こくてんごう）という馬を所有している。文治は正統派美形とは違う魅力的な男性を描きたいという気持ちからできたキャラクターであり、まだ姫子を恋愛対象と見てないが許婚として大切にしており、姫子が成長するにつれ姫子への思いや女性に対する考え方の変化をうまく描けたらと、作者は語っている。

### 花塚家の人々
花塚 瑞子（はなづか みずこ）
姫子の母親。胃潰瘍療養のため名古屋に越して来たが、その疲れで吐血したこともある。落ち着いた色合いの着物を着用し、日本髪を結っている。姫子のみならず女中らにも優しく接し、文治にはかなりの信頼を置いている。
龍子（りゅうこ）
花塚家の女中。女中らの中で最年長。姫子が5歳のころから仕え、姫子とは本物の姉妹のように過ごした。今でも一緒に風呂に入っている。姫子のことを大事に思うあまり文治のことを敵視するような場面がある。朝日という煙草を吸っているが姫子の前では絶対に吸わない。静岡県出身。
月子（つきこ） / 星子（ほしこ）
花塚家の女中。顔も身長もよく似ており、声が揃うこともある。右側に髪を流しているのが月子、左側に髪を三つ編みにしているのが星子である。名古屋出身。
こま子（こまこ）
花塚家の女中。女中らの中で最年少。一人称は「おら」。新潟県出身。姫子の3つ年上。長身でガッチリした体格で力持ち。
花塚 敬次郎（はなづか けいじろう）
姫子の祖父で、瑞子の父。文治には「ご隠居」と呼ばれ、文治のことは「土屋のせがれ」と呼ぶ。文治をよく将棋に誘う。

### 名古屋帝国陸軍第三師団歩兵第六連隊の人々
天道（てんどう）
階級は少尉。かなりの堅物で男尊女卑の思想を持つ。
久原（くはら）
階級は中尉。第4集にて初登場。本人曰く「しがない貧乏武士の末裔」。通常は朴訥で寡黙だが、災害時の心得・知識や対処法に長ける隠れた能力を持つ。文治には「キュウさん」と呼ばれる。六藤にも「キュウちゃん」と呼ばれている。
六藤（むとう）
階級は大尉。愛煙家。階級は下だが文治と仲はいいようでため口で話している。文治には「六さん」と呼ばれる。結核で妻を亡くしている。
寿（ことぶき）
階級は中尉。華族の子息。座右の銘は「付和雷同」。
三田・田丸・角田
よくつるんでいる初年兵の三人組。
三ヶ尻（みかじり）
階級は中尉。オネエ言葉を交えて話す。妻帯者。
富士（ふじ）
階級は中尉。筋骨隆々の柔道の達人。演習の休日を利用して日帰りで富士単独登山をするほどの体力自慢。
鉄 一鉄（くろがね いってつ）
階級は軍曹。文治についての黒い噂を流した。後日、文治にお灸を据えられ海軍との柔道対抗戦に引っ張り出される。

### 尋常小学校の生徒
野々目 のの（ののめ のの）
姫子の同級生で友達。
鬼頭 リン（きとう リン）
姫子の同級生。姫子が来る前は学校一の裕福な家だったので、姫子に嫌味を言っていた。

### 土屋家（文治の実家）
土屋兵治（つちや ひょうじ）
文治のすぐ下の弟。前髪を長く伸ばし七三に分けた髪型をしていて、顔立ちも悪くなく優男風だが、いつも不機嫌を顔に貼り付けたようなしかめ面で左眉を吊り上げた表情をしている。右目の下の頬骨の辺りに一つ、左目の下の頬骨の辺りに斜めに2つホクロがあるのが特徴。第4集にて初登場。
土屋勝治（つちや しょうじ）
文治の二番目の弟。兵治のすぐ下の弟でもある。左頬に3つ、右頬に2つホクロがあるのが特徴。帝国海軍少尉で柔道の有段者。ふだんは柔和で温厚だが兄を尊敬するあまり兄を侮辱されると人が変わる。
土屋男爵夫人
文治達三兄弟の母。軍人である文治の祖父と共に、夫である文治の父が男爵位を得た事で、男爵夫人となる。帝都にある文治の実家に、次男である兵治と同居しているらしい。長男である文治のことはいつも気にかけている。

## 制作背景
ハルタVol.59（2018年11月15日発売）より連載開始。連載開始前に読み切りが、ハルタVol.30（2015年12月14日発売）の応募者全員サービスの冊子「U12 こどもフェローズ」に掲載された。ハルタVol.38（2016年10月15日発売）には、表紙を飾る読み切り作品として掲載された。
作画はすべてアナログで、長蔵と知り合って16年のアシスタントの2人で描かれている。長蔵本人が多く画に触ることで、まとまった空気感を出すことができているのかな、と語っている。
日本出版販売が主催する「全国書店員が選んだおすすめコミック2021」では7位にランクインした。
長蔵のヘルニア治療のため、Vol.91（2022年2月14日発売）から休載していたが、Vol.98（2022年10月15日発売）より再開した。

## 書誌情報
- 長蔵ヒロコ『煙と蜜』KADOKAWA〈ハルタコミックス〉、既刊6巻（2024年11月15日現在）
  1. 2019年12月13日発売[5][6]、ISBN 978-4-04-735789-1
  2. 2020年7月15日発売[7]、ISBN 978-4-04-736102-7
  3. 2021年6月15日発売[8]、ISBN 978-4-04-736616-9
  4. 2022年12月15日発売[9]、ISBN 978-4-04-737169-9
  5. 2023年12月15日発売[10]、ISBN 978-4-04-737628-1
  6. 2024年11月15日発売[11]、ISBN 978-4-04-738060-8
    - （ドラマCD付き特装版）同日発売[12]、ISBN 978-4-04-738059-2